# Inconstitucionalissimamente
Inconstitucionalissimamente é uma canção de Hervé Cordovil, gravada por Carmen Miranda em 1º de agosto de 1933 e lançada pela RCA Victor.

## Relançamento
A música foi relançada duas vezes: a primeira em 1998, em uma coletânea com três CDs pela RCA/BMG. Esse álbum, inclusive, figurou na lista dos 100 melhores CDs da MPB. A segunda em 2001, no álbum A música brasileira deste século por seus autores e intérpretes: Hervê Cordovil.